# Pháo đài Citadella

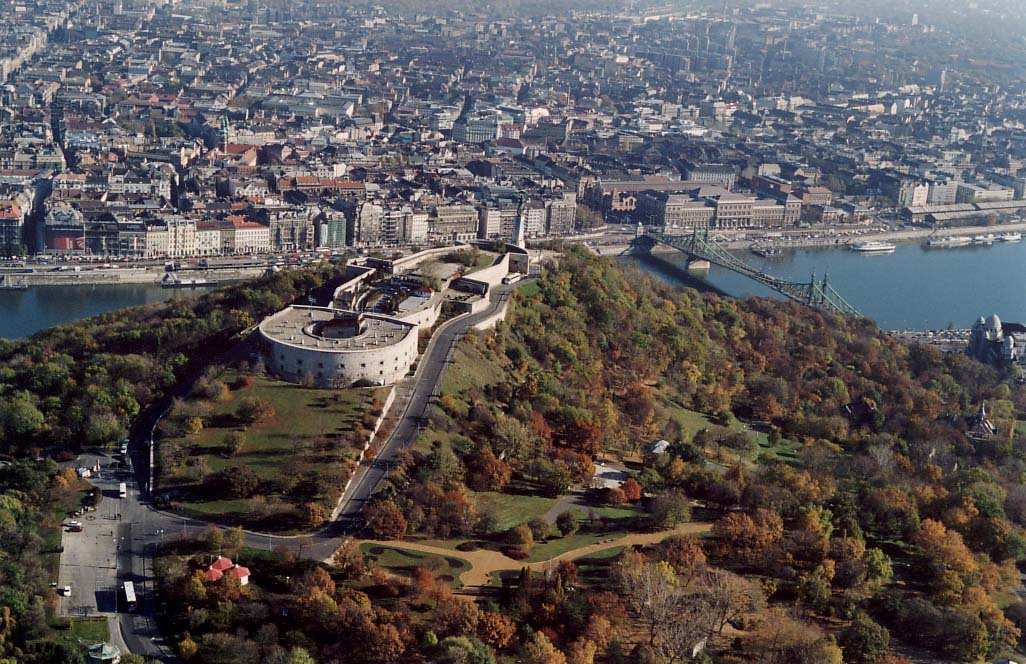
Citadella trên đồi Gellért, Budapest.

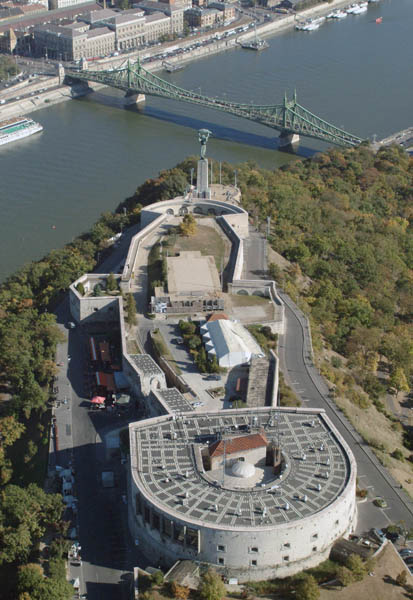
Citadella từ trên cao.

Pháo đài Citadella nằm trên đỉnh Đồi Gellért ở Budapest, thủ đô của Hungary. Citadella là từ tiếng Hungary nghĩa là thành quách, một loại pháo đài từ thời xưa. Khi nhắc đến Citadella ta hiểu rằng họ đang muốn nói đến đồi Gellért, nơi chiếm giữ một vị trí có tầm quan trọng chiến lược trong lịch sử quân sự của thủ đô Budapest.

## Lịch sử
Sau cuộc Cách mạng Hungary năm 1848, vào năm 1851 Sỹ quan quân đội Julius Jacob von Haynau, người chỉ huy tài ba của Đế chế Áo đã tiến hành xây dựng Pháo đài Citadella, dựa trên bản thiết kế độc đáo của 2 kiến trúc sư nổi tiếng Emmanuel Zitta và Ferenc Kasselik. Pháo đài chiếm gần như toàn bộ diện tích của cao nguyên cao 235 mét. Nét độc đáo về kiến trúc của pháo đài đó là cấu trúc dạng chữ U bao quanh một sân nằm ở trung tâm, dài 220 m, rộng 60 m và cao 4 m. Pháo đài có trang bị sáu mươi khẩu đại bác để nhằm mục đích quân sự.
Trên thực tế, việc xây dựng pháo đài gắn liền với công sức, mồ hôi và xương máu của những người lao động bị cưỡng bức ở Hungary. Vào tháng 6 năm 1854, sau khi công cuộc xây dựng hoàn tất, quân đội Áo đã chính thức định cư ở trong thành. Sau Hiệp ước Áo-Hung năm 1867 và sự thành lập của Đế quốc Áo-Hung, người Hungary yêu cầu phá hủy Thành cổ, nhưng quân đội Áo chỉ rời đi vào năm 1897, khi cổng chính của pháo bị hư hại một cách nghiêm trọng. Mãi cho đến cuối năm 1899, Pháo đài Citadella chính thức thuộc quyền sở hữu của thành phố. Vài tháng sau, vào năm 1900, các bức tường hư hỏng đã bị phá bỏ.
Trong Cách mạng Hungary năm 1956, trong cuộc tấn công lật đổ chính phủ Hungary (đại diện là Thủ tướng Nagy) quân đội Liên Xô đã chiếm giữ Pháo đài Citadella và nã đạn vào thành phố khiến cho rất nhiều người dân vô tội thương vong.

## Điểm tham quan

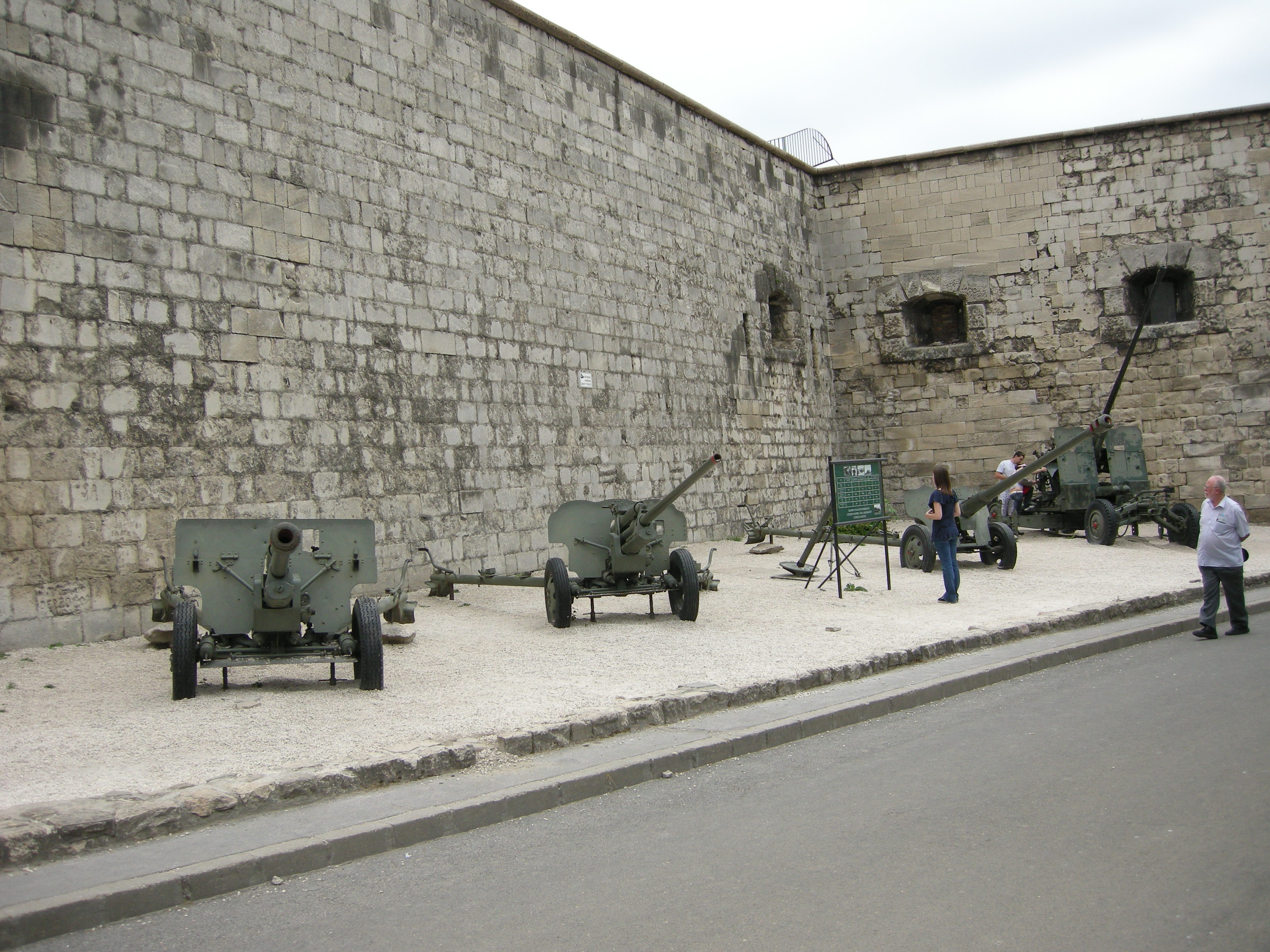
Vũ khí trang bị ở Citadella.

Nằm dưới chân bức tường dọc quay mặt ra sông Danube của pháo đài Citadella, có một khu vực ở ngoài trời để trưng bày bộ sưu tập vũ khí của Hồng quân Liên Xô, hầu hết đều từ Thế chiến thứ hai. Bao gồm (đi từ trái sang phải trên hình ảnh):
- súng sư đoàn 76 mm M1942 (ZiS-3), thiết kế từ năm 1942
- súng chống tăng M1943 57 mm (ZiS-2), thiết kế từ năm 1943
- súng cối bộ binh 82 mm BM-37, thiết kế từ năm 1937
- một khẩu pháo sư đoàn 85 mm D-44, thiết kế từ năm 1944
- pháo tự động phòng không AZP S-60 57 mm, thiết kế từ năm 1950

Từ trên đỉnh của Pháo đài nhìn xuống, bạn có thể chiêm ngưỡng toàn cảnh thành phố Budapest tráng lệ, và dòng sông Danube thơ mộng.